# John van Rijswijck
John van Rijswijck (16 januari 1962) is een voormalig voetbaldoelman uit Luxemburg. Hij kwam jarenlang uit voor Jeunesse Esch en speelde in totaal 394 duels in de hoogste afdeling van het Luxemburgse voetbal, de Nationaldivisioun.

## Interlandcarrière
Van Rijswijck speelde in totaal 43 interlands voor Luxemburg in de periode 1984-1993. Hij maakte zijn debuut op 27 februari 1984 in een vriendschappelijke wedstrijd in Ettelbruck tegen Noorwegen, die met 2-0 verloren ging door doelpunten van Hallvar Thoresen en Arne Dokken. Zijn laatste interland speelde hij op 20 mei 1993 in Luxemburg tegen IJsland (1-1). Van Rijswijck was bij de nationale ploeg de opvolger van Jeannot Moes, die vanaf eind 1970 tot 55 interlands kwam. Begin jaren negentig werd hij uit de basis verdrongen door Paul Koch.

## Trainerscarrière
Sinds 2006 is hij werkzaam als keeperstrainer van Swift Hesperange.

## Clubcarrière

### Erelijst
- Landskampioen

1985, 1987, 1988, 1990, 1991, 1992
- Beker van Luxemburg

1988, 1991
- Monsieur Football

1985